# Улан-Бургаси
Улан-Бургаси (від бур. Улаан бургааhан, улаан — «червоний», бургааһан — «дрібний березняк, чагарник») — гірський хребет у центральній Бурятії, що простягнувся з південного заходу на північний схід на 200 км від долини річки Селенги до Вітімського плоскогір'я, при ширині в 30-50 км.
Площа — понад 26 000 км². Хребет формує східний борт Байкальської улоговини. Східні і південні схили хребта, що опускаються до долин річок Селенги, Уди і Курби є складовою фізико-географічної області Селенгинського середньогір'я. Середні висоти складають 1400—1800 метрів над рівнем моря. Найвища точка — гора Хурхаг (2033 м). У більшій частині хребта переважає лісовий пояс.
Північно-східний край Улан-Бургас межує з хребтом Ікат, а східний і південний кінці є частиною Селенгинського середньогір'я.